# Saut en hauteur masculin aux Jeux olympiques d'été de 2012
Navigation
Pékin 2008 Rio 2016
Le concours de saut en hauteur masculin aux Jeux olympiques d'été de 2012 a lieu le 5 août pour les qualifications et le 7 suivant pour la finale, dans le Stade olympique de Londres (Royaume-Uni).
Les limites de qualifications étaient de 2,31 mètres pour une limite A[Quoi ?] et de 2,28 pour une (limite) B.[Quoi ?]
Le Russe Ivan Ukhov, initialement 1er, est ultérieurement disqualifié. L'or est réattribué a posteriori à Erik Kynard et l'argent aux athlètes arrivés initialement ex æquo à la 3e place.

## Records
Avant cette compétition, les records dans cette discipline étaient les suivants.
| Record du monde  | 2,45m | Javier Sotomayor | Cuba       | 27 juillet 1991 | Salamanque |
| Record olympique | 2,39m | Charles Austin   | États-Unis | 27 juillet 1996 | Atlanta    |

## Médaillés
| Or          | Argent                                         | Bronze |
| Erik Kynard | Mutaz Essa Barshim Derek Drouin Robert Grabarz | -      |

Et avant la disqualification du Russe Ivan Ukhov sept ans après (février 2019) pour dopage.
| Or         | Argent      | Bronze                                         |
| Ivan Ukhov | Erik Kynard | Mutaz Essa Barshim Derek Drouin Robert Grabarz |

## Résultats

### Finale (7 août)
| Rang              | Athlète            | Nationalité     | 2,20m | 2,25m | 2,29m | 2,33m | 2,36m | 2,38m | 2,40m | Résultat |
| ----------------- | ------------------ | --------------- | ----- | ----- | ----- | ----- | ----- | ----- | ----- | -------- |
| Médaille d'or     | Erik Kynard        | États-Unis      | o     | xo    | o     | o     | x-    | x-    | x     | 2,33 m   |
| Médaille d'argent | Derek Drouin       | Canada          | o     | o     | o     | 3 x   |       |       |       | 2,29 m   |
| Médaille d'argent | Robert Grabarz     | Grande-Bretagne | -     | o     | o     | 3x    |       |       |       | 2,29 m   |
| Médaille d'argent | Mutaz Essa Barshim | Qatar           | o     | o     | o     | 3x    |       |       |       | 2,29 m   |
| 5                 | Jamie Nieto        | États-Unis      | o     | o     | xo    | xx-   | x     |       |       | 2,29 m   |
| 6                 | Bohdan Bondarenko  | Ukraine         | xo    | o     | xo    | 3x    |       |       |       | 2,29 m   |
| 7                 | Michael Mason      | Canada          | o     | o     | xxo   | 3x    |       |       |       | 2,29 m   |
| 8                 | Wanner Miller      | Colombie        | o     | o     | 3x    |       |       |       |       | 2,25 m   |
| 8                 | Jesse Williams     | États-Unis      | o     | o     | 3x    |       |       |       |       | 2,25 m   |
| 8                 | Andriy Protsenko   | Ukraine         | o     | o     | 3x    |       |       |       |       | 2,25 m   |
| 11                | Andrey Silnov      | Russie          | o     | xo    | 3x    |       |       |       |       | 2,25 m   |
| 12                | Kyriakos Ioannou   | Chypre          | o     | 3x    |       |       |       |       |       | 2,20 m   |
| 13                | Mickael Hanany     | France          | xo    | 3x    |       |       |       |       |       | 2,20 m   |
| DQ                | Ivan Ukhov         | Russie          | o     | o     | xo    | o     | o     | o     | x     | dopé     |

### Qualifications (5 août)
[à 2,32 m de hauteur (Q) ou dans les 12 meilleurs sauteurs (q), préalables]
| Rang | Groupe | Athlète              | Nationalité        | 2,16 m | 2,21 m | 2,26 m | 2,29 m | Résultat | Notes |
| ---- | ------ | -------------------- | ------------------ | ------ | ------ | ------ | ------ | -------- | ----- |
| 1    | B      | Robert Grabarz       | Grande-Bretagne    | -      | o      | o      | o      | 2,29 m   | q     |
| 2    | B      | Ivan Ukhov           | Russie             | o      | o      | xo     | o      | 2,29 m   | q     |
| 3    | A      | Erik Kynard          | États-Unis         | o      | o      | o      | xo     | 2,29 m   | q     |
| 3    | B      | Jesse Williams       | États-Unis         | o      | o      | o      | xo     | 2,29 m   | q     |
| 5    | B      | Andriy Protsenko     | Ukraine            | o      | xo     | xo     | xo     | 2,29 m   | q     |
| 6    | A      | Derek Drouin         | Canada             | o      | xxo    | xo     | xxo    | 2,29 m   | q     |
| 7    | B      | Jamie Nieto          | États-Unis         | o      | o      | o      | 3x     | 2,26 m   | q     |
| 8    | A      | Mutaz Essa Barshim   | Qatar              | o      | o      | xo     | xx-    | 2,26 m   | q     |
| 8    | A      | Bohdan Bondarenko    | Ukraine            | o      | o      | xo     | xx-    | 2,26 m   | q     |
| 8    | A      | Mickael Hanany       | France             | o      | o      | xo     | 3x     | 2,26 m   | q     |
| 8    | A      | Andrey Silnov        | Russie             | o      | o      | xo     | 3x     | 2,26 m   | q     |
| 12   | A      | Kyriakos Ioannou     | Chypre             | o      | o      | xxo    | 3x     | 2,26 m   | q     |
| 12   | B      | Michael Mason        | Canada             | o      | o      | xxo    | 3x     | 2,26 m   | q     |
| 12   | B      | Wanner Miller        | Colombie           | o      | o      | xxo    | 3x     | 2,26 m   | q     |
| 15   | A      | Aleksandr Shustov    | Russie             | o      | xo     | xxo    | 3x     | 2,26 m   |       |
| 16   | B      | Trevor Barry         | Bahamas            | o      | o      | 3x     |        | 2,21 m   |       |
| 16   | B      | Guilherme Cobbo      | Brésil             | o      | o      | 3x     |        | 2,21 m   |       |
| 16   | A      | Dmytro Dem'yanyuk    | Ukraine            | o      | o      | 3x     |        | 2,21 m   |       |
| 16   | A      | Osku Torro           | Finlande           | o      | o      | 3x     |        | 2,21 m   |       |
| 20   | B      | Víctor Moya          | Cuba               | xo     | o      | xx-    | x      | 2,21 m   |       |
| 21   | B      | Jaroslav Bába        | République tchèque | o      | xo     | 3x     |        | 2,21 m   |       |
| 21   | B      | Diego Ferrín         | Équateur           | o      | xo     | 3x     |        | 2,21 m   |       |
| 21   | B      | Gianmarco Tamberi    | Italie             | o      | xo     | 3x     |        | 2,21 m   |       |
| 21   | A      | Zhang Guowei         | Chine              | o      | xo     | 3x     |        | 2,21 m   |       |
| 25   | A      | Konstadínos Baniótis | Grèce              | o      | xxo    | 3x     |        | 2,21 m   |       |
| 25   | B      | Rožle Prezelj        | Slovénie           | o      | xxo    | 3x     |        | 2,21 m   |       |
| 27   | B      | Raivydas Stanys      | Lituanie           | o      | 3x     |        |        | 2,16 m   |       |
| 28   | A      | Majed Aldin Ghazal   | Syrie              | xo     | 3x     |        |        | 2,16 m   |       |
| 28   | B      | Viktor Ninov         | Bulgarie           | xo     | 3x     |        |        | 2,16 m   |       |
| 30   | A      | Michal Kabelka       | Slovaquie          | xxo    | 3x     |        |        | 2,16 m   |       |
| 30   | A      | Hup Wei Lee          | Malaisie           | xxo    | 3x     |        |        | 2,16 m   |       |
| 30   | A      | Donald Thomas        | Bahamas            | xxo    | -      | 3x     |        | 2,16 m   |       |
|      | A      | Andrei Churyla       | Biélorussie        | 3x     |        |        |        | NM       |       |
|      | A      | Darvin Edwards       | Sainte-Lucie       | 3x     |        |        |        | NM       |       |
|      | B      | Dragutin Topic       | Serbie             | 3x     |        |        |        | NM       |       |

## Légende
- Hauteur de saut atteinte (en mètres) :
  - o : dès le 1er essai
  - xo : au 2e essai
  - xxo : au 3e essai
- 3 x : hauteur non atteinte au terme de 3 essais au maximum

Records et Performances
- AR : Record continental (area record)
- CR : Record des championnats (championship record)
- MR : Record du meeting (meet record)
- NR : Record national (national record)
- OR : Record olympique (olympic record)
- PR : Record paralympique (paralympic record)
- PB : Record personnel (personal best)
- SB : Meilleure performance personnelle de la saison (season's best)
- WL : Meilleure performance mondiale de l'année (world leader)
- WJR : Record du monde junior (world junior record)
- WR : Record du monde (world record)

Circonstances et Conditions
- DNF : N'a pas terminé (did not finish)
- DNS : N'a pas pris le départ (did not start)
- DQ : Disqualification (disqualification)
- NM : Aucun essai valable enregistré (No Mark)
- Q : Qualifié « directement » au prochain tour (ou à la prochaine compétition), lors d'une compétition majeure, grâce au classement ou à la réalisation des minima (automatic qualifier)
- q : Qualifié au prochain tour (ou à la prochaine compétition), lors d'une compétition majeure, grâce au repêchage ou à la réalisation de l'une des meilleures performances parmi celles des « non qualifiés directement » (grâce au meilleur temps ou à la meilleure distance par exemple) (secondary qualifier)

- NM : non mesuré (not measured) ?